# Festival di Castrocaro 1974
Il festival di Castrocaro del 1974 fu condotto da Giancarlo Zanetti ed Anna Maria Gambineri

## La manifestazione
La XVIII edizione del Festival di Castrocaro si svolse il 12 settembre 1974. L'evento canoro, presentato da Giancarlo Zanetti coadiuvato da Anna Maria Gambineri, andò in onda il 18 settembre 1974 sulla rete nazionale Rai.

## Cantanti in gara
- Annassunta Franco
- Lucia Bencivenga
- Alberto Bonifazi
- Denise e Gloria Calore
- Antonella Falteri
- Elio Fiorini
- Floriana La Rocca
- Alessandro Ricci
- Gisella Rinchetti
- Cristina Saglioni
- Liliana Savoca
- Maurizio Teatini
- Giordano Buzzi